# Piusa-Võmmorski
Piusa-Võmmorski este o arie protejată (arie specială de conservare — SAC, sit de importanță comunitară — SCI) din Estonia întinsă pe o suprafață de 492,4 ha, integral pe uscat.

## Localizare
Centrul sitului Piusa-Võmmorski este situat la coordonatele 57°50′14″N 27°27′05″E / 57.8373°N 27.4514°E.

## Înființare
Situl Piusa-Võmmorski a fost declarat sit de importanță comunitară în aprilie 2004 pentru a proteja 1 specie de plante și 6 specii de animale. Situl a fost protejat și ca arie specială de conservare în iulie 2009.

## Biodiversitate
Situată în ecoregiunea boreală, aria protejată conține 6 habitate naturale: Cursuri de apă de la nivel de câmpie la nivel montan, cu vegetație Ranunculion fluitantis și Callitricho-Batrachion, Pajiști uscate europene, Liziere de ierburi înalte hidrofile de câmpie și de nivel montan până la alpin, Pajiști aluvionare boreale nordice, Taiga vestică, Păduri caducifoliate de mlaștină fino-scandinave.
La baza desemnării sitului se află mai multe specii protejate:
- plante (1): dedițelul (Pulsatilla patens)
- amfibieni (1): triton cu creastă (Triturus cristatus)
- mamifere (1): liliac de iaz (Myotis dasycneme)
- nevertebrate (3): fluturele auriu (Euphydryas aurinia), fluturele purpuriu (Lycaena dispar), Unio crassus
- pești (1): zglăvoacă (Cottus gobio)

Pe lângă speciile protejate, pe teritoriul sitului au mai fost identificate 5 specii de plante, 1 specie de nevertebrate.